# Glenea despecta
Glenea despecta é uma espécie de escaravelho da família Cerambycidae. Foi descrita por Francis Polkinghorne Pascoe em 1858. É conhecida a sua existência em Sumatra, Bornéu e Vietname.